# Theodore Levitt
Theodore Levitt (1 tháng 3 năm 1925, Vollmerz, Main-Kinzig-Kreis, Đức - ngày 28 tháng 6 năm 2006, Belmont, Massachusetts) là một nhà kinh tế học và giáo sư người Mỹ tại Trường Kinh doanh Harvard. Ông cũng là biên tập viên của tạp chí Harvard Business Review và một biên tập viên đặc biệt được ghi nhận làm gia tăng số lưu hành của tờ Review và làm phổ biến thuật ngữ toàn cầu hóa. Năm 1983, ông đề xuất một định nghĩa cho mục đích của công ty: Thay vì chỉ kiếm tiền, nó có mục đích là tạo ra và duy trì khách hàng.

## Thời thơ ấu
Levitt sinh năm 1925 tại Vollmerz trong một gia đình Do Thái. Một thập niên sau, gia đình ông di dân sang Dayton, Ohio, Hoa Kỳ. Ông phục vụ trong quân đội trong Thế chiến II, nhận được bằng tốt nghiệp trung học của mình thông qua trường học thư tín và sau đó nhận được một bằng cử nhân tại Antioch College và Tiến sĩ về kinh tế tại Đại học bang Ohio. Công việc giảng dạy đầu tiên của ông là ở Đại học North Dakota.
Năm 1959 ông gia nhập Trường Kinh doanh Harvard. Vào cuối năm đó, ông trở nên nổi tiếng thế giới sau khi cho đăng bài tiểu luận Marketing Myopia (Sự thiển cận trong tiếp thị) trong Harvard Business Review, trong đó ông đề nghị các doanh nghiệp sẽ hoạt động tốt hơn, nếu họ tập trung vào việc đáp ứng nhu cầu của người dùng thay vì vào việc buôn bán sản phẩm.